# Iglesia de las Dominicas (Elvas)

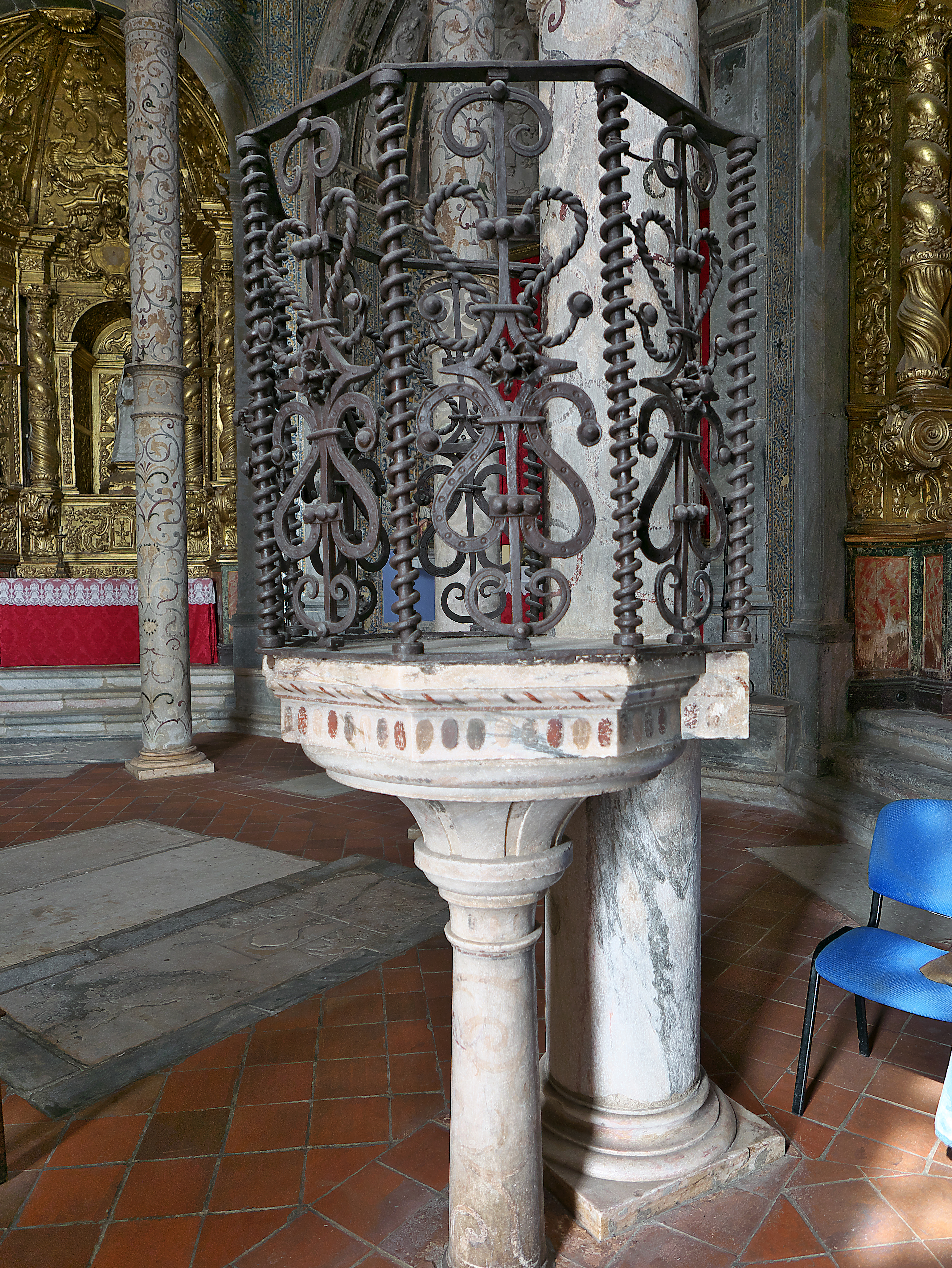
Púlpito.

La Iglesia de las Dominicas (Elvas), en portugués: Igreja das Domínicas (Elvas) o también Igreja do antigo Convento das Freiras Dominicanas, es un edificio religioso que fue dedicado al culto de la Iglesia católica hasta el año 1870 y que está situado en la ciudad y el municipio de Elvas, en la freguesia de Ajuda, Salvador e Santo Ildefonso en el distrito de Portalegre en Portugal.

## Historia
La iglesia es lo único que queda del antiguo «Convento das Freiras de São Domingos» que fue fundado en el año 1528 por las hermanas Maria do Rosário e Madalena da Cruz; su patrono era Pero Esteves.
El inicio de las obras fue en 1543 y se prolongaron hasta 1557. El templo dominicano fue construido sobre una primitiva estructura  medieval, la Iglesia de la  Magdalena, edificada por los  templarios en el siglo XIII y destruida en 1540. El conjunto de iglesia y convento sufrieron varias alteraciones durante el siglo XVII. En el año 1834 se produjo la extinción de las órdenes religiosas en Portugal lo que llevó consigo el abandono del convento que se produjo totalmente en 1870, año en que murió la última monja. A finales del siglo XIX, en 1888, se decidió la demolición del convento que, por otra parte, ya se encontraba en ruinas. El local se transformó en una escuela primario y posteriormente en un salón de cine-teatro. Solamente quedó en pie su magnífica iglesia.

## La iglesia

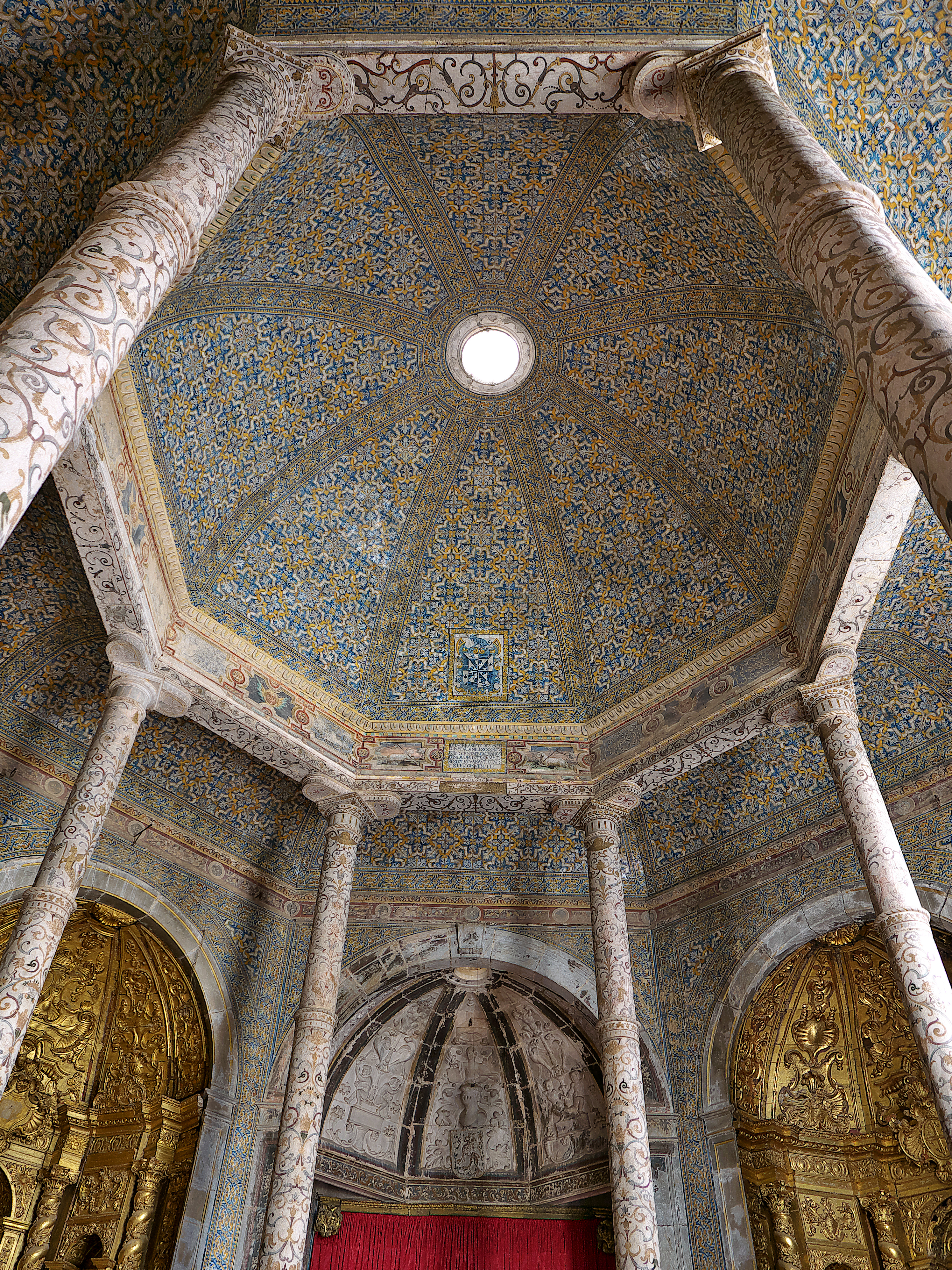
Cúpula octogonal.

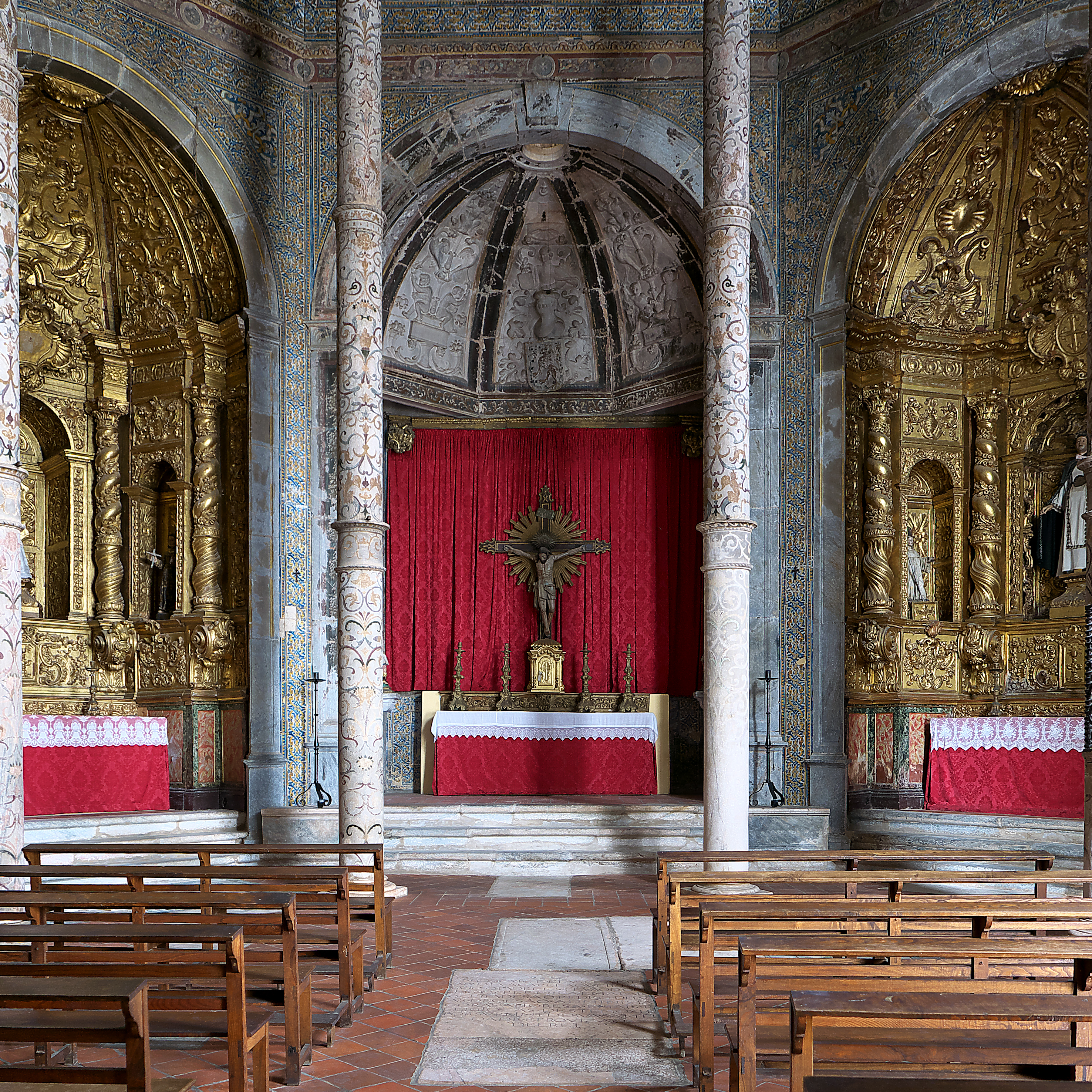
Nave central y altar mayor.

La planta fue inspirada en la ya citada iglesia templaria. La fachada principal es muy sencilla, sin embargo tiene una decoración de gran calidad. El pórtico principal es de arco de medio punto y data de  1550.
Se insertó en una chambrana enmarcada por pilastras  sobre las cuales se asienta un arquitrabe y en el extrados del arco se esculpieron dos medallones con figuras de bustos masculinos. El conjunto está coronado con un medallón con una cruz muy semejante a la de la Orden de Avis flanqueada por volutas y una ventana. En el lateral se abrió otro pórtico más sencillo con una ventana en la parte superior.
La estructura interior se desarrolla alrededor de una planimetría  octogonal y resalta la verticalidad del conjunto. El área interior está definida por ocho columnas  toscanas que sostienen el cimborrio y queda conectado a las paredes exteriores por una bóveda adaptada a los tramos del edificio. Las paredes, las bóvedas y la cúpula están totalmente cubiertas por una decoración exuberante mediante azulejos con figuras de lazos y rosas ejecutados en 1659.
La capilla central es la original del siglo XVII y tiene una cubierta decorada con yeso con representaciones renacentistas y el escudo de la familia Silva en el centro. El púlpito, situado junto a una de las columnas, es de hierro forjado y está soportado por una única columna de mármol, todo ello obra de portugueses del siglo XVII.
Las columnas, los arcos de los altares y el arquitrabe están decoradas con pinturas de diferentes motivos como cintas, guirnaldas y una representación del  Cordero Místico con gran profusión de policromía y dorados fechados en 1676 y mandados ejecutar por la «Madre Soror Caterina de Sena» tal y como figura en una inscripción.
Los tres altares están metidos en edículos  cuyos retablos están hechos en talla dorada que fueron ejecutados en el siglo XVII  y están dedicados a  san Juan Bautista, a  santo Domingo y a  santo Tomás de Aquino. Sin embargo, el elemento más interesante de toda la decoración es la cúpula que cubre el altar mayor que está dividida en cinco lóbulos o gajos decorados en estuco que representan esfinges, aves estilizadas y escudos, además de otros elementos.